# النظرية البوابية
النظرية البوابية (بالإنجليزية: Portal hypothesis)‏
هي نظرية تصف الآلية المحتملة لبعض الآثار الصحية للسمنة، وخاصة متلازمة التمثيل الغذائي. تنص النظربة على أن زيادة الأحماض الدهنية الحرة في الدم تلعب دوراً في مقاومة الخلايا للأنسولين.
تشير كلمة «بوابية» إلى الدورة الدموية البابية الكبدية التي تحمل نواتج الأمتصاص من الجهاز الهضمي إلى الكبد.